# 生存倒數SEVEN DAYS
《生存倒數SEVEN DAYS》（生存倒數7Days），是一款由Wandererc（子商）使用戀愛遊戲製作大師所製作的冒險遊戲。2004年2月在遊戲基地戀二討論板上首次發布，後來參加光譜資訊第一屆遊戲大師盃比賽獲得專家評審第二名，由玩家票選得第一高票。相較於其他同期的AVG遊戲，生存倒數以懸疑跟氣氛掌握特別突出，其中不時穿插黑白草稿的插圖。遊戲一共6個結局，3名可攻略角色。

## 劇情介紹
主角是一個平凡的高中生，在高三準備聯考的關鍵時刻遇到了關乎命運的重大事件。當他和唯一的同班同學兼好友張建華一同到車站，目睹張建華踏上死亡列車。就在列車出事後的現場，主角撿到一片黑色光碟。這片黑色光碟，就是一切的源頭。

## 角色介紹

### 主角
可由玩家自行命名，遊戲預設名「流真」。在校成績相當優秀，但是性格冷漠。唯一的朋友是同班同學張建華。在張建華出事後，意外得到威力強大的道具。但是使用這些道具會付出高昂的代價，而且從他獲得道具開始就處於死亡的威脅下。

### 張建華
主角的同班同學，也是唯一的朋友。當他搭上列車出事後，主角的行動將影響他的生死。

### 墨東伶
黑色道具的上一任持有人，神秘而冷漠，知道關於黑色道具的事。曾經設法逃脫因黑色道具的契約而必須以生命為代價的命運，似乎只有她知道如何終結黑色道具的存在。在遊戲中，可以到醫院找她問關於自己已持有的黑色道具的事。

### 孟軒
主角的同班同學，在師長眼中是個品學兼優的好學生，也是班長。如果主角第二天中午才到學校，她會有不一樣的台詞。在劇情中她拿去問主角的微積分問題事實上是大學一年級課本的題目，可見其程度之高。她的家是間神社，本身有巫女身份。已逝父親于成恩的死亡也和黑色道具有關。

### 唐艾琳
行事看起來相當無厘頭的女孩，呈現樂天的形象。真實身份是盜賊集團的首領。另一方面，在性格上有相當深情的一面。

### 狐狸男
遊蕩在墓地的神秘男子。一般只有在晚上才有可能被看見，但是瀕死之人在白天也有可能看見他。以前有一個主人在神州大陸，自從主人死後就開始流浪。他是主角能否擺脫黑色道具死亡威脅甚至逆轉悲劇的關鍵人物。

## 遊戲攻略

### 遊戲參數
生存倒數
表示主角在遊戲中剩餘的天數。
體力值
主角的體力，上限一千。執行包括上課在內大多數行動會消耗體力值，在福利社買麵包和在家休息會增加體力值。如果體力值歸零，主角會死亡。
靈魂值
主角還剩下多少靈魂，上限一千。絕大多數使用黑色道具的行為都會消耗靈魂值，靈魂值消耗後無法補充。如果靈魂值歸零，主角會死亡。
語文表達能力
上限一百。在學校上課遇到課程為國文、英文和社會科學時會上升。這項數值不影響後續事件和結局。
邏輯思考能力
上限一百。在學校上課遇到課程為數學和自然科學時會上升。這項數值不影響後續事件和結局。
靈異敏感度
上限一百。在學校上課遇到課程為自然科學時會下降，某些事件會造成這項數值上升。這項數值不影響後續事件和結局。
人性
上限一百。在學校上課遇到課程為社會科學和公民與道德時會上升，也可以透過遊戲事件而增加。這項數值是最好結局的關鍵數值。
虛榮
上限一百。會因為遊戲事件而上升，例如用黑色錢包的能力買皮包給唐艾琳或者在除了第一次以外的隨堂測驗使用黑色鋼筆。這項數值不影響後續事件和結局。
體能
上限一百。在學校上課遇到課程為體育時上升。這項數值關係到墨東伶關鍵事件中直接救人的成功與否。
事件調查度
表示已經觸發過多少事件，上限百分之一百。這項數值不影響後續事件和結局。
物品取得度
上限七。表示主角已經持有的黑色道具數量，與最好結局有關。
墨東伶好感度
表示主角和墨東伶的好感度。
孟軒好感度
表示主角和于孟軒的好感度。
唐艾琳好感度
表示主角和唐艾琳的好感度。

### 黑色道具
黑色光碟
在遊戲劇情開頭出現，整個黑色道具系列的關鍵物品。放入電腦執行所顯示的訊息如同告訴持有者契約已經成立，內容記載前任持有者們的取得日期和死亡日期。
黑色錢包
主角在得到黑色光碟的第二天早上出現，可以從裡面拿出錢來，但是自己也會折損靈魂。在遊戲中，有關於玩家是否使用黑色錢包的唐艾琳事件。玩家也可以在福利社使用黑色錢包拿出來的錢買麵包補充體力值。這兩者都會造成靈魂值降低。
黑色手機
主角在得到黑色光碟的第二天以後選擇到醫院，向護士問張建華的狀況以後出現。這是一支可以打給任何人的手機，即使是死者。如果對象是生者，也可以當一般手機使用。這支手機也可以對生者進行意念的溝通，對於被指定的對象就像是有聲音在腦中說話。
黑色手套
主角到學校下課後到福利社，黑色手套會出現。黑色手套有穿透空間的能力。對於小件的物品，可以達到隔空取物的效果。也可以用來掰開空間的裂縫，讓自己進行空間跳躍。在六月三日早晨墨東伶的關鍵事件，可以選擇要不要使用黑色手套。
黑色鋼筆
到學校上課，觸發隨堂測驗時出現。黑色鋼筆有用來解答問題的能力。如果以後再有隨堂測驗，玩家可以自行選擇是否要用黑色鋼筆作答。如果選擇使用，主角的虛榮會上升。于孟軒問主角問題時，玩家一樣能選擇是否使用黑色鋼筆解答。主角在住所時，可以選擇使用黑色鋼筆寫情書給認識的女主角，被選定的女主角好感度會上升。
黑色面具
主角到購物商店街的陰暗小巷中遇到黑幫交易，會出現黑色面具幫助他逃脫。或者在認識唐艾琳的情況下發生唐艾琳關鍵事件時自動出現。黑色面具的能力是讓使用者隱形或偽裝，在唐艾琳關鍵事件劇情起重要作用。
黑色懷錶
完成最好結局的代表性道具。當玩家備齊完成最好結局的條件，最後一天結束時黑色懷錶便會出現。黑色懷錶有操控時間的能力，使用者可以讓時間倒轉，影響所及包含除了自己記憶的一切事物。

### 角色關鍵事件
墨東伶
六月三日的早晨到醫院。可以選擇直接進入醫院救人，或者在有黑色手套的時候使用。如果選擇直接進入醫院救人，遊戲會對體能進行檢定，未通過則主角死亡。在主角得知醫院火災而且沒有救人的情況下，之後調查黑色光碟會出現墨東伶的死亡日期。
孟軒
六月二日下午在學校接受于孟軒的邀約，六月三日下午前往神社。六月四日凌晨再前往神社。
唐艾琳
在六月五日的九點到十四點之間使用電視。如果已經認識唐艾琳，可以前往百貨公司觸發事件。

### 結局條件
最好結局
物品取得度到達六（收集到六樣黑色道具）、人性八十以上、見過狐狸男三次以上
墨東伶
不滿足最好結局條件、墨東伶好感度七十以上、于孟軒和唐艾琳好感度未滿七十
孟軒
不滿足最好結局條件、于孟軒好感度七十以上、唐艾琳好感度未滿七十
唐艾琳
不滿足最好結局條件、唐艾琳好感度七十以上
什麼都沒有的結局
除了必然事件，不觸發任何事件，也避免接觸任何女主角。在家中休息直到最後，可達成目的。
壞結局
不滿足其它任何結局條件。

### 黑色光碟的秘密
第一天回到住所，首度使用黑色光碟。如果在光碟內檔案都調查過後選擇繼續看光碟，接著對檔案重新調查次數累計達九次並選擇回到光碟，就會出現對遊戲設定進行額外說明的訊息。

### 進入漫遊之海
在學校點選物件進行調查以累積調查度，到達25再點選校舍後方的下水道蓋子即可觸發進入漫遊之海事件。裡面會介紹角色的由來。另外，如果在校舍後方選擇調查籬笆後方的樹叢，也可以看到訊息告訴玩家如何進入漫遊之海。

### 神秘的監視者
將百貨公司、公園和墓地的天空都調查過，在調查最後一個地點時觸發此事件。之後，調查以上任一地點的時候都可以看到此事件。游標會暫時變成一對眼睛的模樣。

## 關於作者和這款作品的兩三語
這款遊戲本身是作者用戀愛遊戲製作大師所製作的第一款作品。當時作者雖然志在得獎，製作時卻是以隨性的方式進行。常常是邊做邊想劇情，圖片畫了以後再決定怎麼使用。甚至地圖設定上，也是看有沒有對應的內建素材。即使如此，這款遊戲在玩家投票仍然得到第一高票。作者後來用同樣的方式進行另一款遊戲《北國少女》的製作，但《北國少女》已經停工。不過作者又另外完成遊戲《2004聖夜祭-追愛急先鋒》的製作。
這款遊戲剛推出時存在不少問題，所以作者數次推出更新版。在其中一次的更新，意外造成主角用黑色手機直接聯絡于成恩的事件無法出現。現在最終版本是1.04版。由於遺失遊戲原始碼，作者無法繼續更新。
作者在設定墨東伶和于孟軒的台詞時，有試過用自己的聲音為這兩位女主角配音。後來因為對效果不滿意，沒有繼續配音。
透過這款遊戲的發表，作者讓自己和別人都得到相當的收穫。除了使自己聲名大噪並且和許多網友互相認識，作者本人甚至因為這個起點而得到一段良緣。